# Конвенция о борьбе с незаконным захватом воздушных судов
Конвенция о борьбе с незаконным захватом воздушных судов («Гаагская конвенция» 1970 года; англ. Convention for the Suppression of Unlawful Seizure of Aircraft) — многостороннее международное соглашение, направленное на противодействие международному терроризму посредством борьбы с захватом воздушных судов. Согласно положениям Конвенции, государства-участники обязуются применять суровые меры наказания в отношении действий, направленных на захват воздушных судов, и оказывать друг другу содействие в связи с уголовным разбирательством по случаям захватов воздушных судов.
Конвенция была принята на международной конференции по воздушному праву, проведённой в Гааге 16 декабря 1970 года, и вступила в силу 14 октября 1971 года, когда она была ратифицирована 10 государствами.
Конвенция входит в число 19 основных конвенций по борьбе с терроризмом.
По состоянию на конец 2014 года Конвенция ратифицирована 185 государствами (из них 183 — члены ООН, а также Острова Кука и Ниуэ).
В 2010 году в Пекине был подписан дополнительный протокол к Конвенции, содержащий поправки и дополнения к основному тексту Конвенции. 1 января 2018 года, после подписания 22 государствами, он вступил в силу.